# Martijn Peters
Martijn Peters (Genk, 23 oktober 1990) is een Belgische wetenschapscommunicator werkzaam bij DPG Media, bekende contentcreator op social media en auteur.  

## Biografie
Peters is biomedicus van opleiding. Hij studeerde in 2013 af met een master in de bio-elektronica en nanotechnologie waarna hij in 2017 een doctoraat behaalde in de wetenschappen aan de UHasselt. Tijdens deze periode behaalde hij ook een Postgraduaat Bedrijfskunde. Tijdens zijn doctoraat was Peters al actief in de wetenschapscommunicatie voor het brede publiek, zowel op sociale als klassieke media. Peters ontving hiervoor tweemaal de jaarprijs wetenschapscommunicatie van de Koninklijke Vlaamse Academie van België en de Jonge Academie en eenmaal de EOS publieksprijs. Na zijn doctoraat werkte hij even als science communication officer voor de UHasselt.
In 2019 maakte Peters de overstap naar DPG Media. Daar werkt hij als coördinator Wetenschap & Weer. In deze functie vertaalt hij wetenschappelijk nieuws als "wetenschapsexpert" voor verschillende redacties binnen het bedrijf, waaronder HLN en VTM nieuws. Regelmatig verschijnt hij ook in Belgische en Nederlandse tv-programma's om wetenschappelijke uitleg te geven, zoals in 'ze zeggen dat' en 'natuur de luxe' of in de radioprogramma's van Q-music en Joe.  Tijdens de zomervakantieperiode van 2020 en 2021 was hij ook weeranker voor de TV zender vtm en andere DPG Media kanalen waaronder Qmusic.
Naast zijn werk bij DPG Media is Peters ook een Vlaamse contentcreator op sociale media. Op TikTok deelt hij entertainende en verstaanbare wetenschapscontent met meer dan 140.000 volgers. Hiervoor heeft hij in 2022 een Jamie ontvangen in de categorie "Explainer". Daarna is hij nog drie keer genomineerd geweest in deze categorie. Voor zijn werk op social media sleepte de wetenschapscommunicator ook andere nominaties in de wacht, waaronder die voor de Wablieft-prijs en Bisou Awards.
Peters is sinds 2024 auteur bij uitgeverij Lannoo. Hij publiceerde het boek 'De wetenschap van alles (en nog wat) in 2024 en 'Nog meer wetenschap van alles (en nog wat)' in 2025.